# Irvineia
Irvineia és un gènere de peixos pertanyent a la família dels esquilbèids.

## Taxonomia
- Irvineia orientalis (Trewavas, 1964)[2]
- Irvineia voltae (Trewavas, 1943)[3][4][5][6][7][8][9]